# 単発 (銃)
単発（たんぱつ、英語: Single-shot）とは、弾薬を一発だけ保持し、発射するたびに弾を込めなおす必要がある銃の形式である。銃の歴史は、単発（シングルショット）から始まったが、マルチショットが一般的に採用されるまでに何世紀も掛かっており、その間は単発式が主流の時代だった。単発式の構造はリボルバーや弾倉給弾式の火器よりも単純だという優位性があり、カートリッジ式か否かにかかわらず、ジップ・ガンから高品質な競技銃にいたるまで、現在もなお多くの単発式の銃が数多いメーカーによって生産されている。

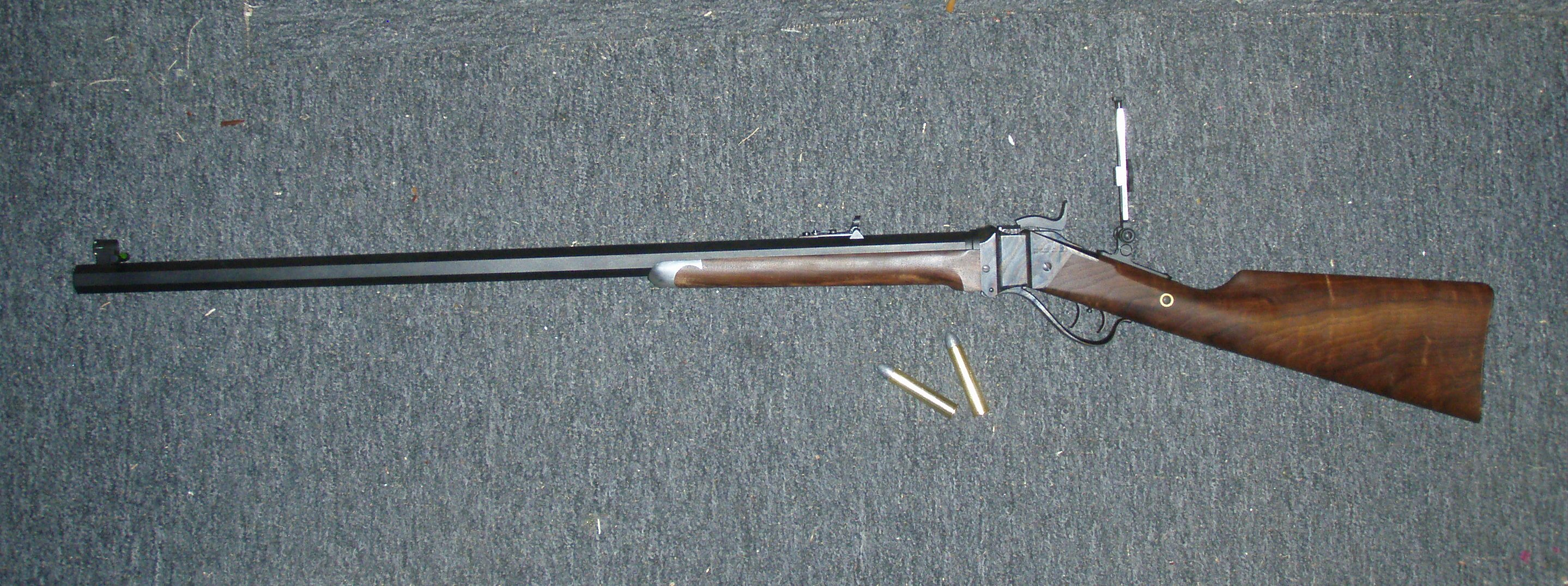
シャイロー シャープス M1874 ハートフォードモデルと、.50-90シャープス弾

## 歴史

### カートリッジ以前の時代
カートリッジ以前の時代の銃のほとんどは、単発で前装式（マズルローダー）である。ただし、その末期に登場したサミュエル・コルトのパーカッション式リボルバーのような例外もある。

### カートリッジの時代

#### ライフル
初期のカートリッジ式のライフルの多くは、単発式を用いるほうが強度があり単純であるため、単発式を採用した。M1863スプリングフィールド・マズルローディング・ライフルの、初期のカートリッジ・コンバージョンで用いられた「トラップドア」あるいはアリン・アクションが良い例である。このコンバージョンは、銃身の後端を削り取った後、蝶番（ヒンジ）式のボルト、つまり「トラップドア」を取り付けたものである。「トラップドア」を跳ね上げて前に動かすと、薬室にカートリッジを装填できる。装填したら、ボルトを閉鎖して、弾を所定の位置に安全に固定する。ボルトの中には撃針があるが、この撃針には既存のパーカッション・ハンマーが使われるので、発火機能は変更しなくてよい。発射した後、ボルトを開くと、発射済みの薬莢が薬室から少し抜き出され、外に排出できるようになる。1866年、アメリカ合衆国では.50-70ガバメント弾を標準化し、南北戦争で使われたマスケット小銃（ライフルド・マスケット）の機構を、その弾薬を使用するトラップドア方式に改造した。トラップドアは、引き続きスプリングフィールドM1873小銃に採用され、口径には新規の.45-70弾薬が使用された。スプリングフィールドは1893年まで制式の座にとどまり、その後、クラッグ・ヨルゲンセン・ライフルに更新された。
アリン・アクションのコンセプトに似ているマズルローダー・コンバージョンとしては、ほかに英国のスナイドル銃がある。これは1866年に発表され、前ではなく横に開くものだった。トラップドアを何十年も採用し続けたアメリカ陸軍とは異なり、英国はすぐにスナイドルからより洗練されたドロップ・ブロックの、マルティニ・アクション（これは、ピーボディ・アクションから発展した）に更新した。マルティニ・ヘンリー銃は、ヴィクトリア朝時代後期の英国制式ライフルであり、マルティニ・エンフィールド・コンバージョンは、第二次世界大戦まで、第二線部隊に配備されていた。
単発ライフルは、19世紀のビッグゲーム・ハンター（大物狙いの狩人）に好まれた。アメリカ西部のバッファロー・ハンターは、シャープス、レミントン、あるいはスプリングフィールドの単発を使用した。アフリカやアジアで象牙やトロフィーを狙うハンターは、マルティニや、中折れ式の「エクスプレス・ライフル」や「エレファント・ガン」を使用した。これらのライフルは、軍用の.45-70から巨大な.50-140シャープスや.500 ブラック・パウダー・エクスプレスにいたる、きわめて大きな黒色火薬カートリッジ用に設計されており、初期の連発銃はこのような威力と物理的な大きさを持つ弾薬を扱うことができなかった。単発式のビッグゲーム・ライフルは、20世紀初頭に、高速無煙火薬カートリッジの連発ボルトアクションライフルによってのみ置き換えられた。
高威力の連発ライフルが出現した後、単発ライフルは標的射撃競技に使われるようになった。最初の公式な射撃競技大会は、ロングアイランドのクリードモアで、1872年に開催された。1872年ごろからアメリカ合衆国が第一次世界大戦（1917年）に参戦するまで、単発ライフルによる標的射撃は、現代のゴルフと同じように、アメリカで人気を博した。この黄金時代に人気があったのは、ブラード (Bullard)、 スティーブンス (Stevens)、レミントン (Remington)、メイナード (Maynard)、バラード (Ballard)、ファロー (Farrow)、および、ウィンチェスター (Winchester) などであった。競技会でこれらのライフルの口径として使われたのは、.25/20にはじまり、.32/40、.33、.35、.35-55、.38-55、.40-50、.40/70、そして、クリードモアにおける600ヤード（約550メートル）以上の射撃に使われる多くの.44（.44/105、.44/77など）まで様々だった。
しかし、2つの口径が、単発の時代の最後まで生き残った。.32-40と.38-55である。このスポーツを始める時、もっとも下の標準は、200ヤード（182.22メートル）の立射（オフハンド・ポジション）である。これにはライフルスコープ、ベンチレストは使わず、伏射（前向きに横たわる）の姿勢もとらずに射撃する。有名なライフル銃身職人のハリー・メルヴィル・ポープ（1861–1950）は、「（動物のように）後ろ足で立って、人間のように撃つ」と評している。.32-40 と .38-55は、射程200ヤードでは風に左右されず、重い反動で射手を疲れさせることもなく、高い精度を維持できた。しかし、最終的には、.32-40の単発ライフルが競技射撃者に支持された。.38-55の反動は、競技中に何百発も発射すると、代償を要求したからである。
1878年、ジョン・ブローニングは、それまでに生産された中で、ほぼ間違いなく最高の単発ライフルの特許を取った。ブローニングはこの設計をウィンチェスターに売却し、これがウィンチェスター M1885単発ライフルになった。M1885の生産数は20万丁以下だったが、1885年から1920年まで生産された。
レミントン、シャープス、および、ブローニングは、いずれも単発ライフルを製造したが、異なる装填機構（ローリングブロック・アクションやフォーリングブロック・アクション）を採用していた。
これらのライフルの口径は、もともとは.50-110のような大きな黒色火薬カートリッジで、大物（バイソンのことも多かった）を狩るのに用いられた。その後、生産されたライフルは、.39-40 Kragのような、人気のある無煙火薬カートリッジに変わっていった。
単発ライフルは、レバーアクション・ライフルとしばらく共存していたが、信頼性の高いボルトアクション・ライフルの出現によって、次第に製造されなくなっていった。

#### ピストル
単発ピストルはあまり一般的ではない。リボルバーはカートリッジ式の武器が出現してからかなり熟成された技術であり、有名なモデルには様々な口径がそろっているからである。かつて存在した形式は、ほぼ二種類に分類できる。単発デリンジャーと、ターゲット（標的）・ピストルである。これは、本質的には、単発ライフルのアクションをピストルの大きさに切り詰めたものである。レミントンのローリングブロックは、このような銃の例としてよく知られている。単発ライフルの衰退にともなって、これらの初期の単発ピストルも衰退していった。
1907年、拳銃弾を使う安価な中折れ式単発ライフルを製造していたJ・スティーブンス・アームズでは、こうしたものの拳銃版の製造を始めた。このピストルの口径は.22ロングライフルで、調整可能なアイアン・サイトと、標的射撃用に設計されたグリップがついていた。

#### ショットガン
シングルバレルのショットガンは、ダブルバレル・ショットガンの安価な代用品として人気があった。単発ショットガンは、ほぼすべて中折れ式で、ダブルバレル・ショットガンの設計と似ていたが、並行する銃身の向きを正確にあわせる必要はないので、かなり安価だった。また、単発ショットガンは非常に軽く、反動をより強く感じるとしても、狩猟に持っていくのに都合がよかった。単発ショットガンは、ショットガンを使うスポーツにはあまり使用されない。ほとんどの大会では、素早く二発撃つ必要があり、単発式の場合は、標的が空中にある間に再装填しなければならないからである。これらのシンプルなショットガンは、自衛用の武器としては安価なので、"kitchen door gun"（台所の扉の銃）や "farm gun"（農場の銃）と呼ばれることもあった。

## 単発カートリッジのアクション

### トラップドア・アクション
最も初期のメタリック・カートリッジ・ブリーチローダー（金属薬莢の弾薬を使う後装式の銃）は、軍の要求によって設計され、前装式のマスケット小銃の改造から始まった。これは銃身の末端の上面を削り、装弾するときに上に開くことができる蝶番式のブリーチブロックを取り付けたものである。ライフルの既存のサイド・ハンマーは、角度のついた内蔵式の撃針を使うことで、再利用された。こうした銃のうち、アメリカ合衆国のスプリングフィールド工廠で作られたスプリングフィールド M1865は、前方に開く型式を採用した。イギリス軍のスナイドル・エンフィールド銃は横に開くものであった。イギリスではスナイドル銃を、すぐにドロッピング・ブロックのピーボディに似たマルティニ・アクションに置き換えたが、アメリカ陸軍はトラップドア・アクションで十分と考えており、マズルローダー・コンバージョンに続いて新製品のスプリングフィールド M1873を採用した。これはインディアン戦争で主な小銃として使われ、一部の部隊は米西戦争まで装備していた。
トラップドア・アクションは、ほかに、希少なオーストリアのヴァンツル銃、ベルギーのアルビーニ・ブレンドリン銃 やテルッセン銃コンバージョン（その中のいくつかは、フレンチ・パターン・フリントロック M1777から作られた）、スイスのミルバンク・アムスラー M1842/59/67、スペインのバーダンM1859/67、コルトが製造したロシアのバーダン・タイプIなどがあった。

### ブレーク・アクション
単発アクションのなかで、おそらく最も一般的な形式は、（ショットガン、ピストル、および、黒色火薬の「エレファント・ガン」などにみられる）ブレークアクション（中折れ式）で、これはバレルとブリーチ・ブロックが蝶番でつながれている形式である。ロッキング・ラッチを開放すると、バレル・アッセンブリーが回転してレシーバーから離れ、ブリーチを開く。また、普通は発射済みのカートリッジを少し引き出す。

### ローリングブロック・アクション
ローリングブロック・アクションは、ブリーチブロックが円筒の一部のような形をしており、その軸を中心に回転する。ブリーチブロックを回転（ロール）させて、ブリーチを開いたり閉じたりする。これは、単純かつ頑丈で信頼性が高い設計である。ローリングブロックで、最もよく連想されるのは、E・レミントン・アンド・サンズが19世紀後半に製造した銃である。このレミントン・アクションは、発射の瞬間には撃鉄がブリーチを閉じた状態で固定し、また、ブリーチが開いている場合にはブリーチブロックが撃鉄の落ちるのを防ぐ。オーストリアのM1867ヴェルントル・ホールブは、ローリングブロックの面白いバリエーションで、軸が銃身と並行しており、ブロックが回転して横に開く。

### ドロッピングブロック・アクション
ブリーチを開くと、ブリーチブロックがレシーバーの下に移動（ドロップ）するアクションで、通常は下にあるレバーによって操作される。
ドロッピングブロックには、二種類の主要なタイプがある。ティルティングブロックと、フォーリングブロックである。

#### ティルティングブロック・アクション

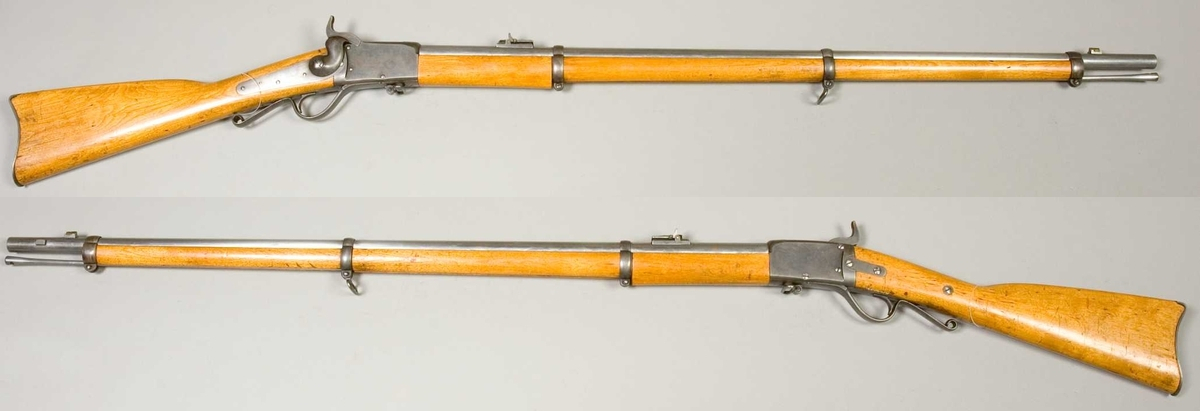
1866年型ピーボディ銃
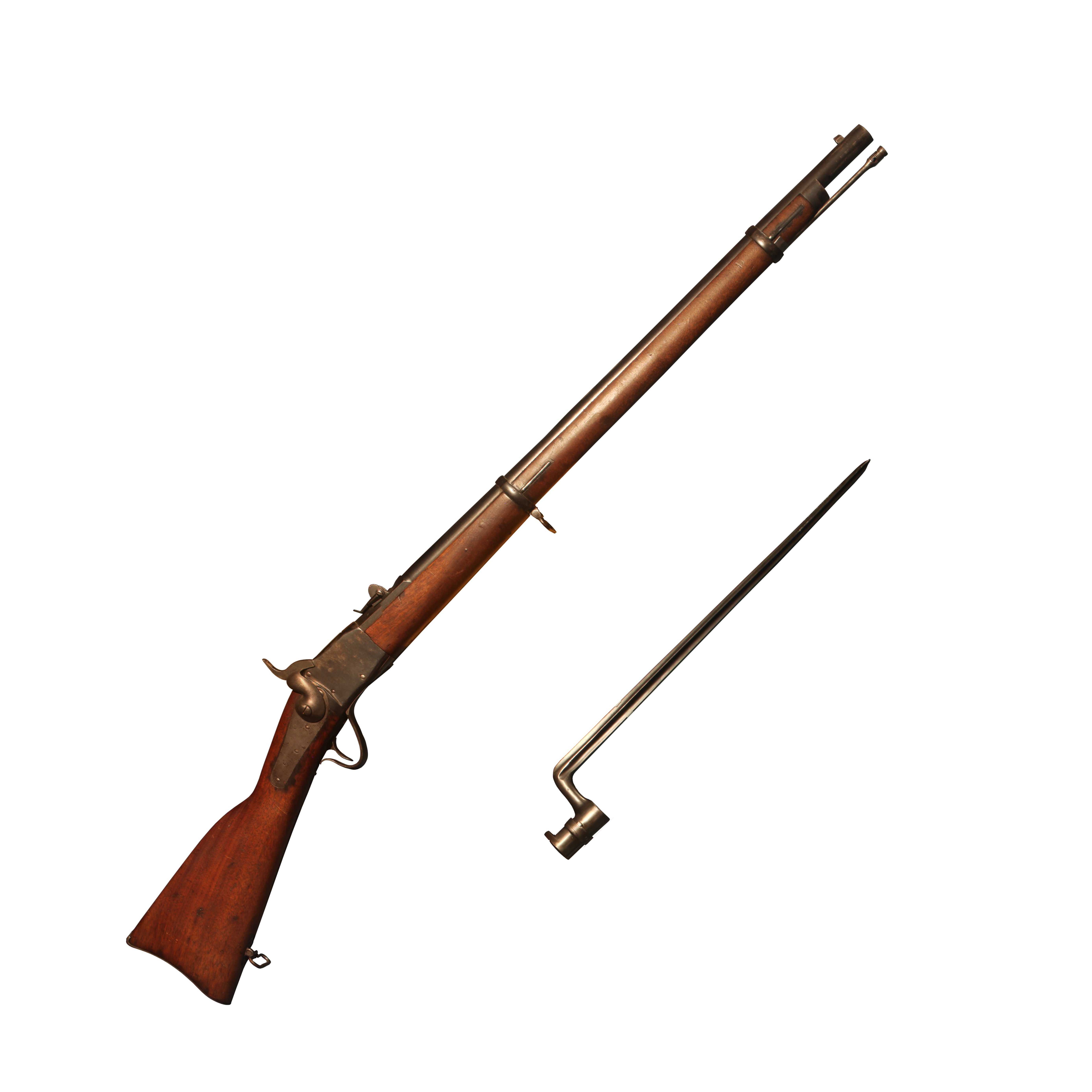
1867年型ピーボディ銃

ティルティングまたはピボッティングブロック・アクションは、ブリーチブロックの後ろが蝶番でつながれている。レバーを操作すると、ブロックの前が下に傾いて（ティルト）、薬室が見えるようになる。ピボッティングブロック・アクションで最も有名なのは、ピーボディ、ピーボディ-マルティニ、そして、バラード・アクションである。
プロヴィデンス・ツール・カンパニーが製造したオリジナルのピーボディ銃は、手で起こすサイド・ハンマーを用いていた。スイスのガンスミスであったフリードリッヒ・マルティニは、ピーボディに似たアクションを設計したが、ハンマーを廃してストライカーとし、レバーを操作してブリーチブロックを回転させる時に、ストライカーがコックされるようになっていた。M1871マルティニ・ヘンリー銃は、「トラップドア」のスナイドル-エンフィールドを置き換えて、ビクトリア朝時代末のイギリス陸軍標準小銃になった。また、マルティニは、市販の小銃のアクションとしても一般的になった。
チャールズ・H・バラードの自動コッキング・ティルティングブロック・アクションは、マーリン・ファイアアームズから1875年に発表され、長距離の「クリードモア」標的射撃競技で最高の評価を得た。現代まで残っているマーリン・バラードは、コレクターによって高値がつけられている。特に、精巧なスイス風のシュッツェンストック (Schützen) のものは高価となっている。

#### フォーリングブロック・アクション
フォーリングブロック・アクションでは、ブリーチブロックは回転するのではなく、レシーバーに開けられた穴に垂直方向にスライドする。このフォーリングブロックは小火器用のアクションとしてはもっとも頑丈なものであり、大砲にも用いられている機構である。
フォーリングブロックとしては、シャープス銃およびカービン、ブローニング/ウィンチェスター単発銃、ファークワーソン・ライフル、現代のルガー No. 1などが有名である。

### ボルトアクション
ボルトアクションは、通常は固定式または交換式のボックス・マガジンを持っているが、最初の官給軍用ブリーチローダーは、単発ボルトアクションだった。プロイセンで1841年に採用された紙製薬莢のニードル銃である。フランスはこれに対抗し、1866年にシャスポー銃を採用した。これもまた、紙製薬莢のボルトアクションだった。
金属カートリッジを使う初期の一般的な軍用ボルトアクションは、1870年にロシアで発表されたバーダン・タイプII、モーゼルM1871、ボーモント銃、であり、いずれも単発だった。
現代のトップ・レベルのスモールボア競技のライフルのほとんどは、単発ボルトアクションである。
20世紀前半、.22口径の単発ボルトアクションは、また、安価な「boy's guns」として、広く製造されていた。また、いくつかの単発ボルトアクション・ショットガンもあり、普通は.410だった。
対戦車銃の元祖、マウザー M1918をはじめ、ドイツのパンツァービュクセやソ連のデグチャレフPTRD1941のような対戦車ライフルの多くは、価格面と取り扱いの問題から単発式であった。

### その他の単発アクション
- ファーガソン・ライフル（英語版） - イギリスのパトリック・ファーガソン少佐によって1770年代に設計され、最初の軍用ブリーチローダーと考えられている。プラグのような形のブリーチブロックはネジになっていて、下のハンドルを回転させると上下に動き、弾丸と発射薬を装填できた。発火には、依然としてフリントロック・アクションを用いていた。
- ホール・ライフル（英語版） - ホールはアメリカ合衆国の最初の後装式騎兵銃で、1819年に発表された。レバーによって、薬室と一体のブリーチブロックが後ろを支点として上方に動き、銃口から装填して突き固めるのではなく、簡単に弾丸と発射薬を装填することができた。もとはフリントロックだったが、のちにパーカッションロックとして製造あるいは改造された。
- カマーラダー (Kammerlader) - クランクで開くもので、プロイセンのニードル銃[注 2]の時代における、ノルウェー製の銃である。もとは紙製薬莢を使っていたが、後に多くがリムファイアに改造された。
- バーンサイド・カービン（英語版） - 後に将軍になったアンブローズ・バーンサイドによって、1857年に発明された。この、パーカッション式のカービンは、南北戦争において、シャープス、スペンサーに続き3番目に一般的な騎兵用ブリーチローダーだった。本質的にはホールのコンセプトの改良だが、バーンサイドは独特な円錐形のカートリッジを用いる。これは、ブリーチを閉じたときに、空洞のあるフロント・リムがつぶれてブリーチを密閉するように設計されている。
- ライジング・ブリーチ・カービン（英語版） - 特殊なアクションを持つ銃で、Bilharz, Hall and Co. によって、南部連合向けに生産された。ライジング・ブリーチのアンダーレバーは、薬室と一体のブリーチブロックを、フォーリングブロックとは逆に、バレルの軸線から上にスライドさせる。薬室には、前方から紙薬莢のカートリッジを装填する。
- モールス・カービン - このアクションはホール・ライフルに似ているが、薬室の形が異なる。
- ウィンチェスター・モデル55[注 3] - 単発とセミオートとの、あまり例をみないハイブリッドである。この.22口径のライフルは、通常のブローバック作動と同じように自動的に発射済みの薬莢を排出し、つづいて再度コックするが、弾倉がないので、一発発射するたびに手で再装填する必要がある。

## 現代の単発銃
カートリッジ式でない単発火器は、趣味の世界で作り続けられている（たとえば、古式銃の複製）が、ここではカートリッジを使う新しい設計について述べる。

### ピストル
現代の単発銃は、ピストルの分野で最もよくみられる。レミントンは、単発ボルトアクションのXP-100ピストルを1963年に発表し、高威力で高速な弾薬を使うピストルの先駆けとなった。.221ファイアボールカートリッジは、その名の通り、10.5インチ（26.7センチ）銃身から発射したときの速度は 2700 ft/s (823 m/s) に達する。本質的には.222レミントンを短縮したもので、.221ファイアボールの精度は多くのライフルをしのぎ、射程は他の拳銃を大きく上回った。
XP-100より大きいが、1967年に発表されたトンプソン・センター・アームズのトンプソン・コンテンダーは、ハンドガン・スポーツを大きく変えた。コンテンダーは中折れ式で、射手が数分で銃身を交換できる。交換可能な口径は.22ロングライフルから.45-70まで、銃身長は8、10、および、14インチ（20、25、および、35.5センチ）がある。コンテンダーは右手だけで様々なゲームに対応でき、その精度はライフル並みでXP-100に匹敵した。
他にも多くのメーカーが単発ピストルを生産しており、その多くはボルトアクション・ライフルをベースにしており、銃身長は10インチから15インチ（20から38センチ）までのものが多い。単発拳銃は、ハンドガン・メタリック・シルエット射撃で優勢である。単発拳銃は、狩猟において、拳銃としては最もよく使われる。
単発ピストルは、反政府勢力、レジスタンス、ストリートギャングなどが多用することがある。第二次世界大戦で使われた、大量生産で安価なリベレーター・ピストルは、アメリカ軍によって製造され、暗殺用のピストルとして、連合国側のレジスタンスやゲリラに配られた。これは大量生産された単発ピストルの良い例である。この銃は百万丁以上が製造され、無料で配られたので個人の手に残されているものも多い。ジップ・ガンのバリエーションのいくつかは、単発ピストルである。近年では、とくに正規の火器の入手が難しい場合に、このような銃が犯罪者や反政府勢力によって使われることも多い。

### ライフル

#### ルガー

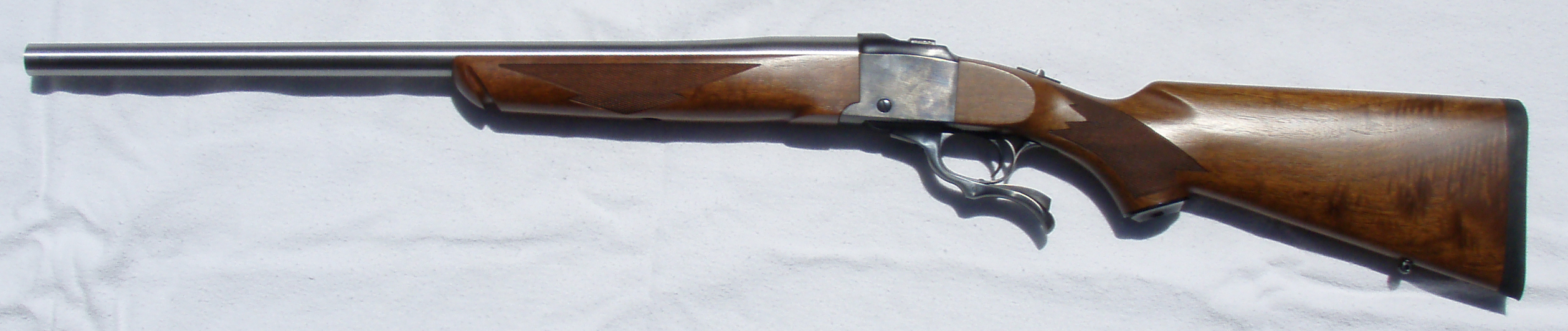
ルガー No. 1 単発ライフル（カスタム.243バレル）

1966年、スターム・ルガーは彼らにとって初めての本物のライフルを発表した。それより前のものはカービンで、最初は.44マグナム、次は非常に人気のある.22ロングライフルのルガー 10/22だった。ルガーが発売したこのライフルは、シンプルに"No.1"と名付けられた。ルガー No.1はフォーリングブロック・アクションで、.22ホーネットから.458ウィンチェスター・マグナムまで幅広い口径が選択できた。
No.1 はコンパクトな単発ライフルを求める射撃手のあいだで常に好評だった。フォーリングブロック・アクションは、同じ銃身長でも全長を10センチ短くできた。1972年から1987年まで、ルガーはNo.1の廉価版であるNo.3を製造していた。No.3はNo.1の約半額で、フォーリングブロック・アクションのレバーは単純化されてロックがなく、ストックにはチェッカリングがなかった。

#### ブローニング
1985年、ブローニングは、有名なウィンチェスターM1885のポピュラーな口径をブローニングの名前で再生産した。ウィンチェスターの単発銃は、ウィンチェスターのブランド名で有名だが、ジョン・ブローニングが設計し、1880年代の初めにその権利をウィンチェスターに売却したものだった。ブローニングの単発ライフルは、1985年から2001年まで生産された。

#### クーパー

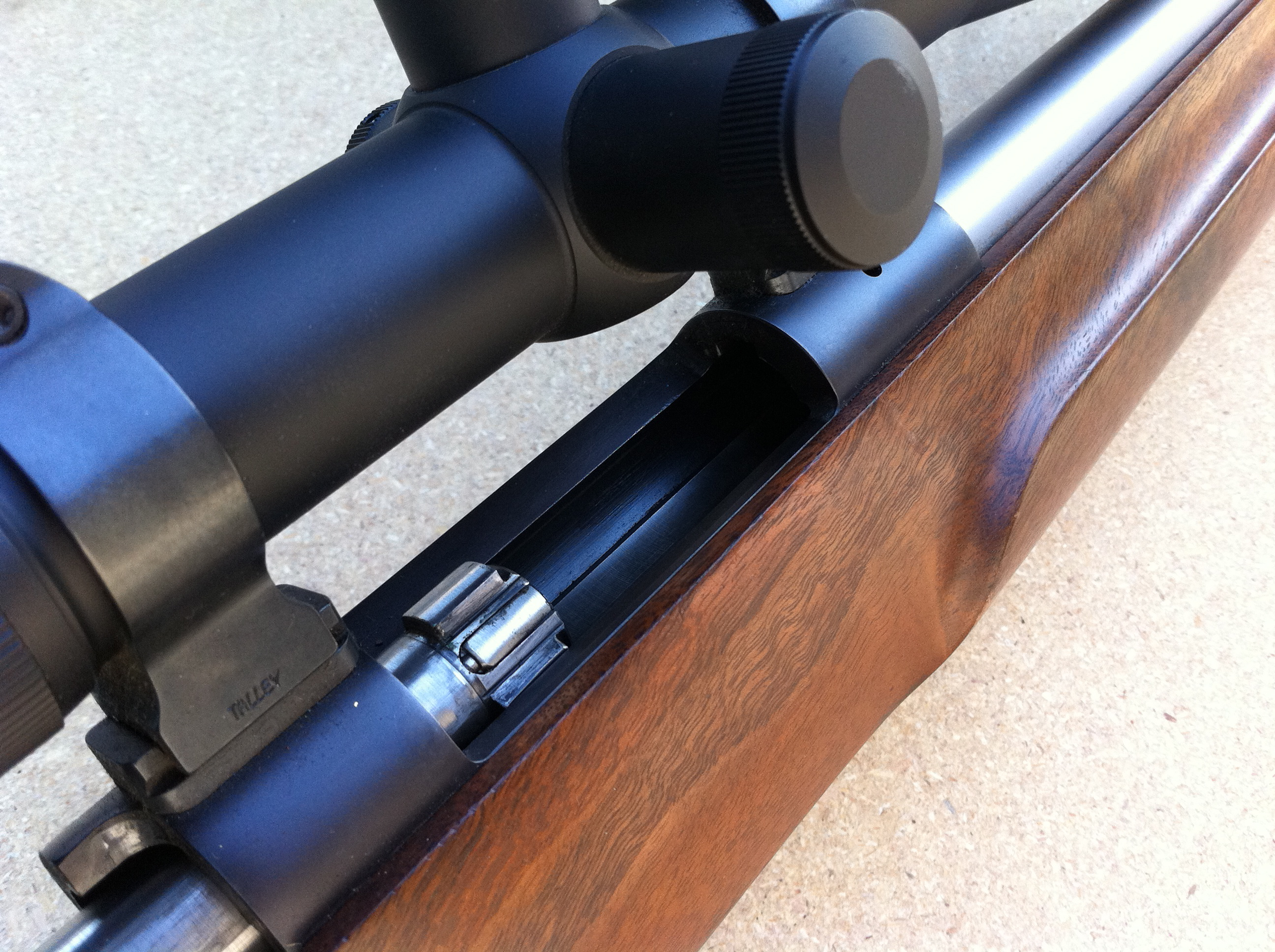
クーパー Model 22 単発ライフルのアクションを開いたところ

クーパーの製造するライフルの多くは、単発ボルトアクション・ライフルである。そのライフルの多くは、特に長距離の害獣駆除用に作られており、単発アクションの精度がそれに貢献している。

#### レミントン
レミントンは、No.1ローリング・ブロック・ライフルを再生産し、カスタムショップで販売した。

#### ニュー・イングランド・ファイアアームズ
最も一般的なシングルアクション・ライフルの一つは、ニュー・イングランド・ファイアアームズ (NEF) の安価な中折れ式ライフルで、12ゲージの中折れ式ショットガンのアクションがもとになっている。ライフルの作動機構には熱処理された鋼鉄が用いられるが、ショットガンのアクションのそれは熱処理がなされていない。ライフルのフレームには、ライフルとショットガンのどちらの銃身も組み込めるが、ショットガンのフレームに安全に組み込めるのはショットガンの銃身だけである。これらは、もとはハーリントン&リチャードソン (H&R) が1871年に製造を始めたが、H&RはのちにNEFに買収され、現在ではどちらもマーリン・ファミリーの一員になっている。ライフルは、NEFとH&Rの両方の名前で販売されている。これらのライフルはかなり精度がよく、また、同口径のボルトアクションライフルの約半分の価格であるものも多い。

#### ウィンチェスター
2005年、ウィンチェスターは伝説的なウィンチェスターM1885単発ライフルを、「リミテッド・シリーズ」というカテゴリーで再発売した。現代の.17口径はロー・ウォールで、また.245および.30-36はハイ・ウォールで提供された。最も忠実に再現されたのは「トラディショナル・ハンター・リミテッド・シリーズ」のM1885単発銃で、オリジナル・スタイルのクレセント・バット・プレート、折り畳み式の鋼鉄製タング・サイト、フル・レングスのオクタゴン・バレル（八角形銃身）を装備していた。トラディショナル・ハンターの口径は、19世紀の口径である.45-90 BPCR、.45-70、および、.38-55だった。いくつかのウィンチェスター製品を試射した結果は、製造が高い水準であることを示した。これらは最新の技術と現代の鋼鉄を使っているため、19世紀のものよりも頑丈で安全だった。また、ファクトリー（改造の施されていない）バレルの精度は、特に200ヤード (180 m)で非常に良かった。しかし、品質はその価格にも反映された。カウボーイ・アクション・シューティングの人気は単発ライフルに影響を与え、多くの古い黒色火薬ライフルのレプリカ、特にシャープスは今でも入手できる。

#### シャープス
シャープス銃は19世紀後半のバッファロー・ハンターにとっては必需品だった。現代では、歴史的な銃器のイベントや、黒色火薬カートリッジ (black powder cartridge, BPCR) 競技だけでなく、大物狩りでも人気が盛り返してきている。現代の人気は、シャープスM1874が登場する映画『キグリー・ダウン・アンダー』（Quigley Down Under, 日本語版タイトル『ブラッディ・ガン』によるところが大きい。